# Église Saint-Germain d'Argoules
Pour les articles homonymes, voir Église Saint-Germain.
L'église Saint-Germain d'Argoules est une église catholique située sur le territoire de la commune d' Argoules, au nord-ouest du département de la Somme, en France.

## Historique
L'église Saint-Germain d'Argoules a été construite aux XVe et XVIe siècles.

## Caractéristiques

### Extérieur
Cette église du XVIe siècle a été construite en pierre calcaire blanche. Elle offre une grande sobriété architecturale. Son plan est rectangulaire et comprend la nef et le chœur, il n'y a pas de transept. Un clocher avec toit en flèche couvert d'ardoise a été construit au dessus de la dernière travée de la nef juste avant le chœur.

### Intérieur
L'église conserve une magnifique verrière du XVIe siècle représentant la Transfiguration, classée monument historique, au titre d'objet depuis le 25 mai 1907 ; plusieurs statues du XVe siècle : Christ en croix avec tétramorphe aux extrémités, statues de sainte Barbe et sainte Catherine, la Vierge à l'Enfant assise ; des fonts baptismaux en marbre et groupe sculpté représentant sainte Anne et la Vierge à l'Enfant du XVIe siècle ; un maître-autel décor sculpté des XVIIe et XVIIIe siècles ; trois tableaux du XVIIIe siècle représentant : Les Noces de Cana, La Crucifixion, Le Christ aux anges ; du XIXe siècle, une statue de sainte Philomène dans une cage de verre, des bancs de fidèles et des lustres.

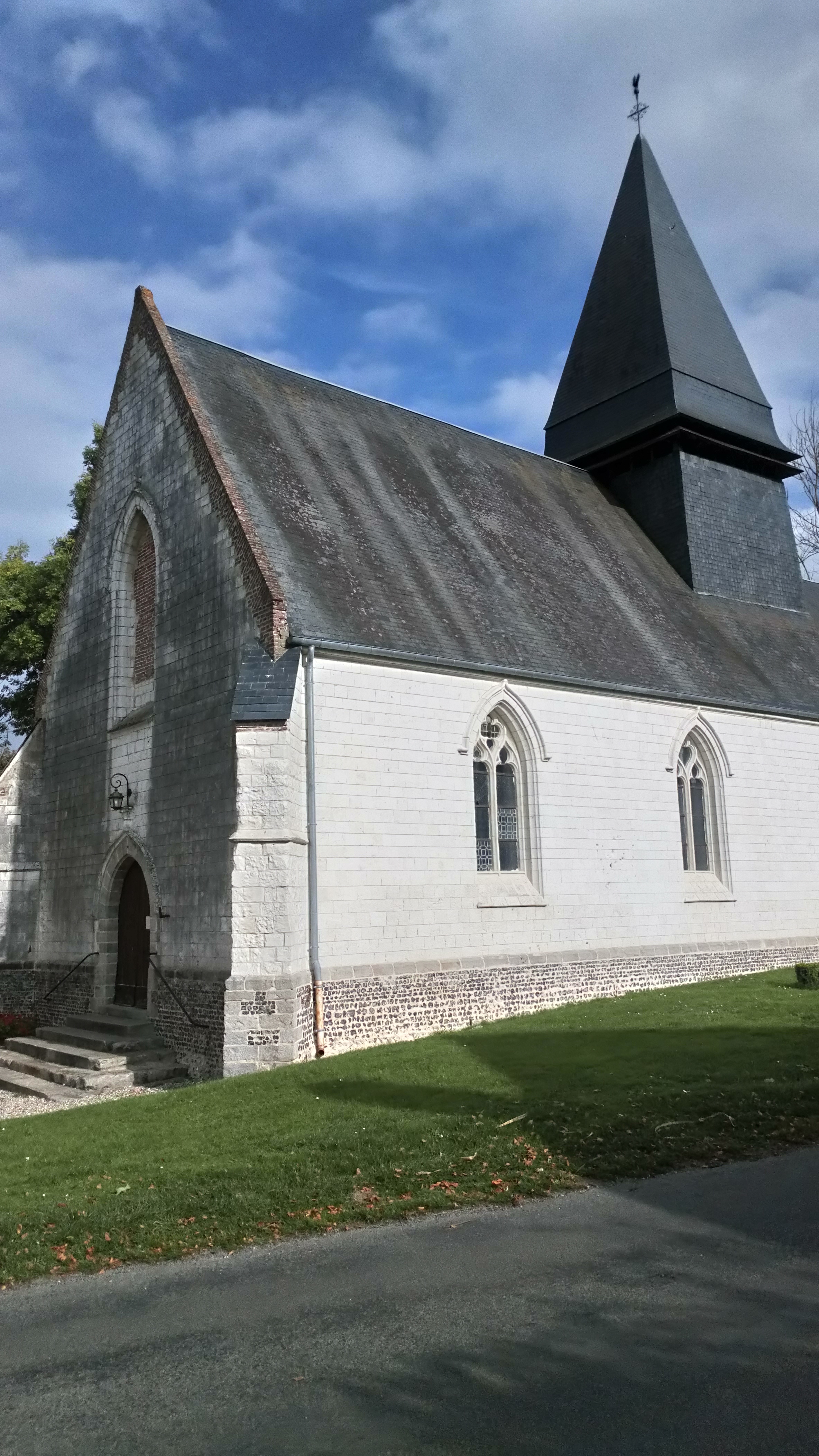
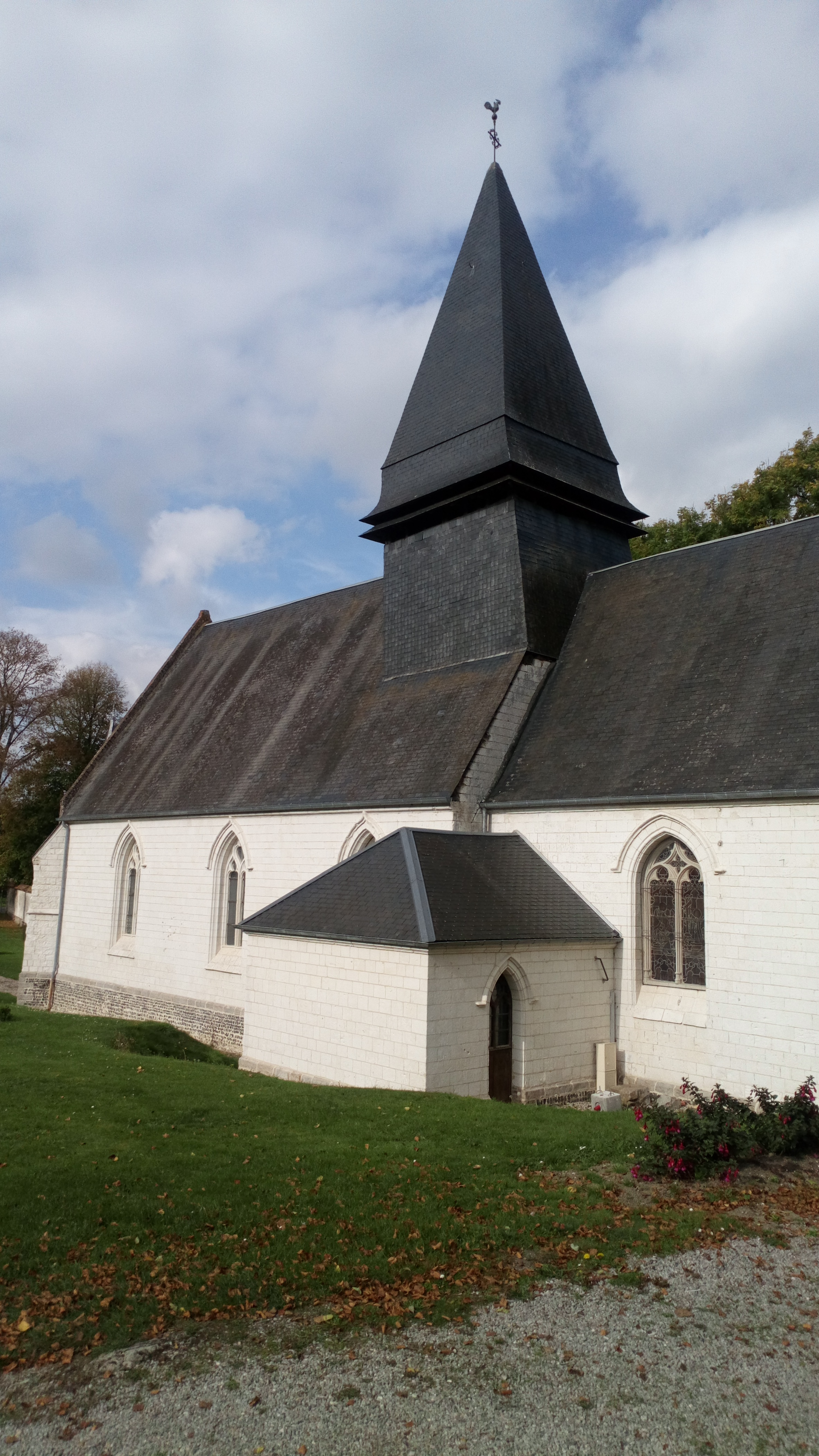
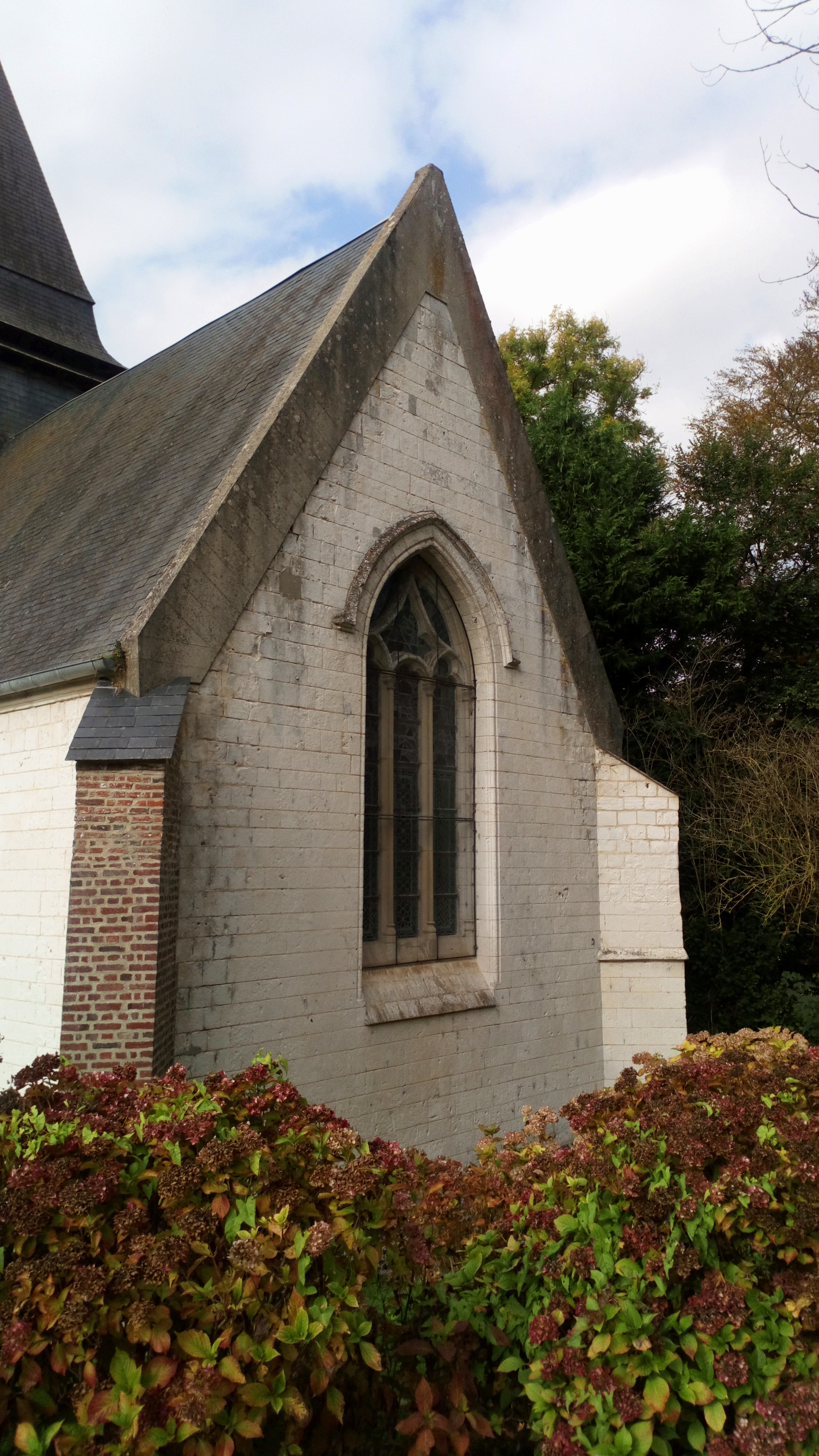